# Sant Bartomeu de l'Argentera
Sant Bartomeu de l'Argentera és una església amb elements barrocs de l'Argentera (Baix Camp) inclosa a l'Inventari del Patrimoni Arquitectònic de Catalunya.

## Descripció
Església de paredat reforçada amb carreus als angles. Una nau de tres trams i capelles laterals. Volta poligonal amb creueria. Campanar als peus, en el costat de l'epístola. Espadanya centrada a la façana. Porta allindada. Barroc d'estil popular.

## Història
Edifici de cap el 1750.